# Helmut Winklhofer
Helmut Winklhofer (Fürstenzell, 27 agosto 1961) è un ex calciatore tedesco, di ruolo difensore.

## Palmarès

### Giocatore

#### Club

##### Competizioni nazionali
- Campionato tedesco: 2

Bayern Monaco: 1986-1987, 1988-1989
- Coppa di Germania: 1

Bayern Monaco: 1981-1982
- Supercoppa di Germania: 1

Bayern Monaco: 1987

#### Nazionale
- Campionato mondiale Under-20: 1

Australia 1981